# Queer as Folk (Reino Unido)
Queer as Folk es una serie de televisión británica de 1999 que narra la vida de tres hombres gay en Mánchester, en el ambiente de Canal Street. Ambas, Queer as Folk y Queer as Folk 2, fueron escritas por Russell T Davies, el cual es también el autor del drama de temática gay Bob and Rose.
Queer as Folk fue producida por Red Production Company para la cadena inglesa Channel 4, la cual había mostrado previamente su disposición hacia material sobre tema gay con películas para TV como Beautiful Thing, la cual tuvo posteriormente una salida cinematográfica. El título de la serie proviene de una expresión dialectal del norte de Inglaterra, "there's nought so queer as folk", que significa "nada es tan extraño como la gente". También es un juego de palabras, ya que "queer" significa "maricón", además de "extraño". Davies la había titulado inicialmente así, aunque gracias a la sugerencia de los ejecutivos de Channel 4 durante el periodo de desarrollo y preproducción se la conocía como Queer as Folk, antes de que volviera a su nombre anterior.

## Personajes y trama
Los productores dicen que Queer as Folk, a pesar de ser una descripción realista aunque superficial de la vida urbana gay de los 1990s, no es más que una fantasía, y que Stuart, Vince y Nathan son tanto personajes como arquetipos de gais.
Los personajes principales son Stuart Alan Jones (Aidan Gillen), que aparentemente trata de tener sexo con todos los hombres en el Gran Mánchester (y tiene éxito), su amigo de toda la vida Vince Tyler (Craig Kelly), al que le gusta Stuart y tienen menos suerte buscando hombres, y finalmente Nathan Maloney (Charlie Hunnam), que tiene 15 años y es nuevo en la escena gay, aunque no le falta confianza.
A Stuart, un ejecutivo publicitario, se le representa como alguien que posee un poder intrínseco, capaz de doblegar a cualquiera a sus deseos (de manera no super-natural, claro está), siendo incluso capaz de eyacular prematuramente para disuadir a Nathan de ser el objeto de su veneración. La principal característica de Stuart es que hace lo que quiere. Hace explotar el coche de la madre de su amigo (después de que la madre haga algo particularmente dañino a su hijo); invita a la compañera de trabajo de Vince (la cual se siente atraída por él) a la fiesta de cumpleaños de Vince, y allí le presenta al novio de Vince (para hacer que Vince le odie y así Vince se enamore de su novio); y estrella un coche de prueba en el vestíbulo de un concesionario (cuando el vendedor hace un comentario homófobo).
Algunos de los personajes secundarios, como Hazel (madre de Vince) y Alexander, poseen cierta profundidad que según avanza la trama, posibilita que Hazel va termine mejor parado. Parte del éxito de la serie se debió a la forma en que el guionista, deliberadamente, deja algunas cosas en el aire, permitiendo que la historia continúe alrededor de ellas.
En la segunda temporada, el tono se vuelve algo más serio, y cada uno de los personajes principales tiene que tomar duras decisiones respecto a su propio futuro. Pero al final, todo sale bien: Nathan se convierte en el futuro "rey" de Canal Street, mientras Vince consigue irse con su querido Stuart (ya que este quería algo más grande que Mánchester y decide irse a Londres; pero Vince le convence de ir por algo más grande), terminando inexplicablemente ambos en América.

## Respuesta
La primera serie causó controversia en el Reino Unido porque muchos conservadores quedaron pasmados ante el lenguaje sin tapujos y la imagen de un adolescente de 15 años manteniendo relaciones homosexuales ilegales con un adulto (por aquel entonces, la edad de consentimiento legal para las relaciones homosexuales era de 18 años en el país, aunque bajaría a 16 en 2000 en Inglaterra, Gales y Escocia, y en 2008 en Irlanda del Norte). También la naturaleza explícita de las escenas de sexo causó controversia; en particular el primer episodio, en el que se representa una extensa escena de sexo con masturbación, anilingus (o beso negro) y semen. De todas maneras, la primera temporada fue un éxito fulminante de audiencia, a pesar de su horario nocturno y del abandono de su principal patrocinador Beck's.
El enorme éxito de la primera temporada llevó a Channel 4 a producir una segunda. A pesar de que Davies intentó inicialmente escribir una segunda temporada completa, decidió que no quedaba mucha historia por contar, y terminó la trama con un especial para TV de dos episodios, Queer as Folk 2 ('Same Men. New Tricks'), emitida en 2000. Esta vez, las escenas de sexo explícito fueron prácticamente nulas, una decisión aplaudida por la gente que previamente las había criticado.

## Spin-Offs y Remakes
Una spin-off, Misfits, fue encargada por Channel 4. La serie habría seguido la vida de los personajes Hazel, Alexander, Donna (que no apareció en la segunda temporada debido a problemas de agenda) y Bernard de la serie original, a la vez que introduciría nuevos. A pesar de que Davies escribió esbozos del guion para cuatro episodios y la línea principal a seguir para otros veintidós, la serie fue cancelada antes de llegar a preproducción, así como The Second Coming, que fue más tarde producida y emitida por ITV1. Como resultado de la decisión de Channel 4, Davies rechazó un acuerdo para hacer una serie de historias cortas basadas en Queer as Folk, que se publicarían en la página web de la cadena, y declaró que nunca volvería a trabajar con Channel 4.
Gracias al éxito de la versión británica, el canal de cable estadounidense Showtime realizó una versión emplazada en Pittsburgh (Pensilvania), bajo el título de Queer as Folk, aunque desviándose bastante de la trama original.
La versión estadounidense fue criticada por fanes de la versión británica, que creían que los actores de la nueva versión eran demasiado atractivos y pensaban que se había perdido la atmósfera transformándola en una comedia ligera. También se la ha criticado por suavizar los elementos oscuros de la serie original: por ejemplo, Phil (Ted en la versión estadounidense), que moría en uno de los primeros capítulos de la serie original, no muere en la versión de Canadá y Estados Unidos, y Stuart (Brian en la versión EE. UU.) que en la original es una personificación del poder, cambia a personificar solo el atractivo sexual. Justin tiene 17 años en lugar de 15 como el Nathan de la original. Además en la versión estadounidense se enfatizan más los aspectos sexuales de la trama (incluyendo numerosas escenas de sexo), en una aparente búsqueda de espectadores.